# Província de Manco Kapac

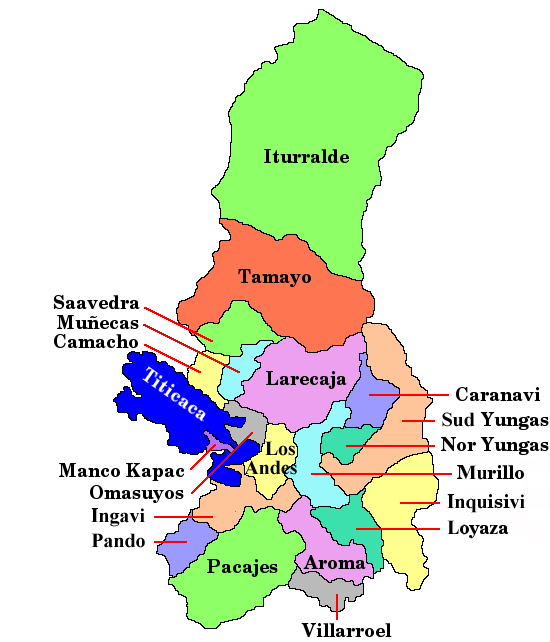
Les províncies del Departament de La Paz

La província de Manco Kapac és una de les 20 províncies del Departament de La Paz a Bolívia. La seva capital és Copacabana.